# Igreja de São João Batista (Tomar)
A Igreja de São João Batista situa-se na Praça da República em Tomar. A igreja de finais do século XV tem um portal manuelino rematado por um coruchéu octogonal.
No interior há um púlpito esculpido em pedra, azulejos denominados "Ponta de diamante" e pinturas do século XVI que incluem uma Última Ceia de Gregório Lopes. 
A área em volta da igreja é o centro da Festa dos Tabuleiros, de origem pagã é realizada em Julho de quatro em quatro anos, e em que as raparigas, da cor da sua freguesia, transportam à cabeça tabuleiros com pães e flores. A celebração tem raízes semelhantes à da Festas do Espírito Santo nos Açores.

## Requalificação em 2022
Em 2022, está a ser sujeita a obras de requalificação com um reforço e redimensionamento de alguns elementos estruturais; substituição integral das coberturas existentes e dos seus sistemas de drenagem, para eliminar grande parte das causas das patologias do edifício, nomeadamente infiltrações.
Também prevista está a criação de nova cobertura no acesso ao pátio sul, com o intuito de estabelecer a ligação e melhorar o conforto entre a sala de reuniões e a de espera, bem como “a requalificação da antiga sala de acólitos, na torre da igreja, para a criação de um espaço de interpretação e divulgação histórica e patrimonial do monumento e a reabilitação da sala da máquina do relógio, na torre, para a criação de um espaço museológico de divulgação do espólio da igreja.
Também vai ser feita a requalificação do pátio lateral nascente, reparação e substituição de rebocos e cantarias dos planos verticais exteriores, reparação e conservação de parte dos tetos e paredes interiores, substituição de sistemas de iluminação e redes elétricas e de telecomunicações e reformulação das redes de saneamento, abastecimento de água e a drenagem de águas pluviais que, para além da drenagem das coberturas.
Também têm sido desenvolvidos trabalhos de escavação arqueológica no interior e exterior do edifício, trabalhos de conservação de elementos pétreos no interior do templo, bem como a preparação dos trabalhos de remodelação e conservação das coberturas.
Numa segunda fase, prevê-se que a intervenção passe por trabalhos de conservação e restauro de algum património móvel e integrado, nas áreas de material pétreo, de pintura mural, azulejaria, madeira, metais e vitrais.

## Classificação
A igreja foi classificada como Monumento Nacional em 1910.